# Agave schidigera
Agave schidigera, de nom comú atzavara, pita o Maguey originària de Mèxic i d'Amèrica del Nord. Les plantes del gènere Agave han estat molt valorades i qualificades d'excepcionals per al seu aprofitament i usos des d'èpoques molt antigues. És possible distingir-la a primer cop d'ull pels filaments que hi surten de les fulles.

## Descripció
Agave schidigera és una espècie de planta herbàcia suculenta perenne amb flors que pertany a la família de les Asparagaceae. És nativa de Mèxic Central, des de Quéretaro a Mèxic Estat. Presenta rosetes sense tija, d'uns 50 cms, de fulles espinoses amb llargues fibres blanques i produeixen espigues de flors grogues que arriben a una alçada de fins a 2,5 metres. La florida es dona a la tardor-hivern. El seu cultiu requereix està sota aixopluc, sota una coberta climatitzada durant l'hivern en les zones temperades, encara que pot ser col·locat a l'aire lliure durant els mesos d'estiu. Inclús ha guanyat el guardó al mèrit que concedeix la Royal Horticultural Society's-Award of Garden Merit.

## Distribució i hàbitats
Originària de Mèxic i d'Amèrica del Nord pot estar present a zones de clima mediterrani. Necessita molt de sol i substrat a parts iguals de terra de jardí amb mantell de fulles i sorra silícica. Molt important que estigui el sòl ben drenat, ja que tolera bé la poca abundància d'aigua.

## Usos
És una planta apreciada pel seu aspecte decoratiu i compacte. Molt utilitzada en jardineria, rocalles i testos. És de cultiu fàcil, necessita força exposició al sol i creix en substrat estàndard per a plantes crasses. Encara que és una planta adaptada al clima mediterrani pot suportar gelades i baixes temperatures de fins a 8 °C sota zero. En climes freds s'utilitza com a planta d'interior.